# Teodoro Anzellotti
Teodoro Anzellotti (Foggia, 1959) est un accordéoniste italo-allemand, spécialisé en musique de concert et en musique contemporaine.

## Biographie
Anzellotti naît dans les Pouilles, à Foggia, au sud-est de l'Italie en 1959 et grandit près de Baden-Baden en Allemagne,,. Il commence ses études d'accordéon à Karlsruhe, Hochschulen et Trossingen.
Il remporte plusieurs prix de concours internationaux et depuis 1980, est invité régulièrement lors de festivals et par des orchestres importants, notamment l'Orchestre symphonique de la WDR de Cologne, le Konzerthausorchester Berlin, l'Orchestre symphonique de la SWR de Baden-Baden et Fribourg, l'Orchestre de la Radio de Stuttgart, l'Orchestre de la radio d'Allemagne du Nord, l'Orchestre de Dresde, la Deutsche Radiophilharmonie Saarbrücken, l'Orchestre symphonique de la radio de Bavière, l'Orchestre symphonique de Vienne, l'Orchestre symphonique de la RTB de Slovénie. Une des caractéristiques de sa carrière est d'intégrer à l'accordéon dans la sphère de la musique classique.

« Quand j'ai commencé au Conservatoire, j'ai réalisé que l'accordéon était un instrument relégué à ce qu'ils appelaient le « mineur ». Irrité, mais en même temps inspiré, j'ai décidé de convaincre le monde de la vraie beauté de cette Cendrillon, de les convaincre de la merveilleuse musique pour l'accordéon. »

— Teodoro Anzellotti
Il est considéré comme un pionnier dans l'interprétation contemporaine de l'accordéon, et a développé des techniques étendues qui ont élargi les capacités de l'instrument.

## Œuvres dédiées
Plus de 300 œuvres ont été composées pour Teodoro Anzellotti, par des compositeurs tels que notamment Mauricio Kagel, Matthias Pintscher, Salvatore Sciarrino, Luciano Berio, Gérard Pesson, Toshio Hosokawa, Hans Zender, Wolfgang Rihm, Georges Aperghis, Heinz Holliger, Marco Stroppa, Brice Pauset et Isabel Mundry. Parmi elles :
- Sequenza XIII (Chanson) pour accordéon seul (1995-1996), de Luciano Berio[7],[8]
- Játékok, Adaptée pour accordéon seul par György Kurtág[9]
- contrapasso einer gesperrten K.457 (Balletto D’Incerto), pour accordéon seul, de José Luis Torah[10]
- Nuut, pour accordéon et orchestre, de Manuel Hidalgo[11]
- Introduktion Un enfuie, pour accordéon et orchestre, de Manuel Hidalgo[11]
- Gran nada, pour accordéon et orchestre, de Manuel Hidalgo[11]

## Prix
- 2011 - Interprète de l'année, pour l'enregistrement des Variations Goldberg de Jean-Sébastien Bach transcrites pour accordéon[12]

## Discographie
- 1988 -  Gubaidulina, Nicolaus A. Huber, Volker Heyn, Gerhard Stäbler : Œuvres pour accordéon (Koch 3-1356-2) (OCLC 874428623)
- 1993 - Fallen, fallen-- und liegen und fallen : Gerhard Stäbler, Zeitsprünge, pour mezzo-soprano, accordéon et tuba - Christine Whittlesey, soprano ; Teodoro Anzelotti, accordéon ; Daniel Chambard, tuba (1993, Wergo WER 6516-2) (OCLC 488388454)
- 1998 - Sequenza XIII pour accordéon : Chanson (DG) (OCLC 701616675)
- 1998 - Satie, Œuvres pour piano (transcription pour accordéon) (Winter & Winter)[13] (OCLC 422167810)
- 1998 - Maurice Kagel, Œuvres pour accordéon et piano - Teodoro Anzellotti, accordéon ; Luk Vaes, piano (Winter & Winter)[14]
- 1998 - ...Im Klang... (hat[now]ART)[15]
- 1999 - Teodoro Anzellotti – Push Pull (2CD hat[now]Art)[16]
- 2001 - Domenico Scarlatti – Vivi Felice ! (Winter & Winter)[17]
- 2002 - Teodoro Anzellotti, Leoš Janáček (Winter & Winter)[18] (OCLC 50291773)
- 2003 - John Cage (Winter & Winter)[19]
- 2005 - Manuel Hidalgo, Nuut, Gran nada, Introduktion und Fuge : Œuvres pour accordéon et orchestre - Teodoro Anzellotti, accordéon ; Orchestre symphonique de la WDR de Cologne, dir. Peter Rundel (Winter & Winter)[20],[11] (OCLC 63279843)
- 2006  - Chonguri - Thomas Demenga, violoncelle ; Thomas Larcher, piano ; Teodoro Anzellotti, accordéon (ECM)[21]
- 2007 - Chanson discrète, Œuvres pour accordéon seul de Froberger, Sciarrino, Hosokawa et Berio (mai 2005/mars 2006, Winter & Winter 910 124-2)[22] (OCLC 177191940)
- 2008 - Internationale Ferienkurse Für Neue Musik Darmstadt 2000 - Johannes Kalitzke, Helmut Oehring, Misato Mochizuki, Isabel Mundry, Alwynne Pritchard, Jennifer Walshe (Col Legno)[23]
- 2010 - Bach, Variations Goldberg, BWV 988 (Winter & Winter)[24]
- 2011 - Fetzen / Wolfgang Rihm – Quatuor Arditti, Teodoro Anzellotti, Nicolas Hodges[25] (OCLC 732319577)
- 2016 - Gérard Pesson, Rebecca Saunders, Marco Stroppa, Hans Zender : Œuvres pour accordéon et alto - Teodoro Anzellotti, accordéon, chant sans parole ; Christophe Dejardins, alto (Winter & Winter) (OCLC 953267309)